# L'Apocalypse des animaux
L'apocalypse des animaux is een studioalbum van Vangelis en kwam ook onder die naam uit.
L'apocalypse is muziek geschreven bij een serie documentaires over het dierenrijk; geproduceerd door Frederic Rossif. Er waren zes afleveringen, in elke aflevering komt muziek voor die Vangelis gecomponeerd heeft. Het album bevat echter maar een uittreksel van de totale muziek; het is slechts 35 minuten lang. Het album is opgenomen in 1970 te Parijs; plaats van handeling was de Studio Europa Sonor, alwaar ook de muziek van Fais que ton rêve soit plus long que la nuit werd opgenomen.
De muziek moest echter wachten tot 1973 uitgegeven te worden. Albums hiervoor verschenen nog onder de naam Vangelis Papathanassiou, vanaf dit album is het alleen Vangelis. De algemene indruk is dat de muziek niet geschreven is naar de filmbeelden toe. Vangelis zond een aantal stukken in die Rossif al dan niet kon gebruiken bij een door hem gekozen filmbeeld. De stukken verschillen niet alleen qua stijl, maar ook qua montage. Na de opening van het album, dat ook de opening van elke aflevering was, begint La petite fille de la mer. De muziek is typisch Vangelis; een heldere melodielijn op een onbekend toetsinstrument wordt gespeeld met als begeleiding een mellotron. De open klankkeur van dit nummer zou model staan voor het latere werk van deze Griek. De meningen over dit album waren/zijn verdeeld, de nummers geven een scala aan muzikale indrukken; het enige dat ze gemeen hebben is het vrij lome tempo waarin het gespeeld wordt; percussie ontbreekt in het geheel. De geluidskwaliteit van de tracks verschilt ook onderling; de ene track is bijna vrij van ruis; een andere bevat juist veel ruis.
Het album trok de aandacht van Jon Anderson van Yes; het begin van een lange vriendschap tussen Anderson en Vangelis.

## Tracklist
| Nr. | Titel                              | Duur |
| --- | ---------------------------------- | ---- |
| 1.  | Apocalypse des animaux - générique | 1:25 |
| 2.  | La petite fille de la mer          | 5:53 |
| 3.  | Le singe bleu                      | 7:30 |
| 4.  | La mort du loup                    | 3:00 |
| 5.  | L'ours musicien                    | 1:00 |

| Nr. | Titel              | Duur |
| --- | ------------------ | ---- |
| 1.  | Création du monde  | 9:51 |
| 2.  | La mer recommencée | 5:55 |